# Kveda Nassakirali
Kweda Nassakirali (georgisch ქვედა ნასაკირალი) ist eine Kleinstadt (daba) in der georgischen Region Gurien mit 2898 Einwohnern (Volkszählung 2014).
Der Ort liegt einige Kilometer nördlich der Stadt Osurgeti unweit der Schwarzmeerküste. 1976 erhielt er den Status einer Siedlung städtischen Typs, zunächst unter dem Namen Kweda Nassakirali (ქვედა ნასაკირალი; „Nieder-Nassakirali“). Diese Bezeichnung ist heute inoffiziell immer noch in Gebrauch, zur Unterscheidung vom nahe gelegenen Dorf Nassakirali.